# Pagurixus maorus
Pagurixus maorus is een tienpotigensoort uit de familie van de Paguridae. De wetenschappelijke naam van de soort is voor het eerst geldig gepubliceerd in 1906 door Nobili.